# Bistum Kumba
Das Bistum Kumba (lat.: Dioecesis Kumbanus) ist eine in Kamerun gelegene römisch-katholische Diözese. Ihr Gebiet umfasst die Départements Meme und Ndian sowie einen Teil des Départements Koupé-Manengouba in der Südwest-Region des Landes.

## Geschichte
Papst Franziskus gründete das Bistum am 15. März 2016 aus Gebietsabtretungen des Bistums Buéa und unterstellte es dem Erzbistum Bamenda als Suffragan. Zum ersten Bischof ernannte er mit gleichem Datum den bisherigen Weihbischof in Bamenda, Agapitus Enuyehnyoh Nfon.